# Xanthocampoplex wynaadensis
Xanthocampoplex wynaadensis är en stekelart som först beskrevs av Rao 1953.  Xanthocampoplex wynaadensis ingår i släktet Xanthocampoplex och familjen brokparasitsteklar. Inga underarter finns listade i Catalogue of Life.